# Kinalang
Kinalang is een bestuurslaag in het regentschap Simalungun van de provincie Noord-Sumatra, Indonesië. Kinalang telt 2113 inwoners (volkstelling 2010).